# Proletarska književnost
Proletarska književnost je književnost, oprta na ideje oktobrske revolucije in komunizma, njeni začetki pa segajo v Sovjetsko zvezo. Je književnost o delavcih, ki jo za delavce ustvarjajo delavci. Močno podporo je imela v državah Srednje Evrope, najbolj v Nemčiji, Avstriji in na Madžarskem. Kongres mednarodnega gibanja proletarskih pisateljev je bil v Moskvi leta 1927. Glavna tema proletarske literature je bil razredni boj.
Pri Slovencih je o proletarski književnosti začel govoriti Vladimir Martelanc, in sicer leta 1922 v tržaškem komunističnem časopisu Delo, kjer je med delavci iskal proletarske pesnike. Istega leta je o tem pisal tudi Anton Podbevšek v Rdečem pilotu. Leta 1925 je Josip Vidmar  slovensko literarno ustvarjanje razdelil na tri smeri: napredna, katoliška in proletarska umetnost.  Srečko Kosovel je v članku Umetnost in proletarec (Mladina 1925/26) za utemeljitelja postavil Cankarja, ostali pisatelji pa so še Jože Pahor, Tone Seliškar, Mile Klopčič, Tone Čufar itd.